# Акперов, Вадим Вагифович
Вади́м Ваги́фович Акпе́ров (укр. Вадим Вагіфович Акпєров; род. 20 мая 1988, Донецк) — украинский политический деятель, с 11 по 25 июня 2019 года — исполняющий обязанности главы Сумской областной государственной администрации.

## Биография
Родился 20 мая 1988 года в Донецке.
В 2011 году окончил Украинскую академию банковского дела
С сентября 2010 по июль 2011 года был менеджером-экономистом НПО ООО «Эко-Центр» (г. Сумы), с июля 2011 года по март 2015 года — коммерческим директором НПО ООО «Эко-Центр».
С марта по август 2015 года — специалист по охране труда Сумского областного коммунального агролесохозяйственного предприятия «Сумыоблагролес». С августа по сентябрь 2015 года являлся заместителем генерального директора по маркетингу «Сумыоблагролеса».
С сентября по декабрь 2015 года был исполняющим обязанности директора государственного предприятия «Сумской государственный селекционный центр».
С декабря 2015 по июль 2018 года был главой Сумского районного совета Сумской области, с июля по декабрь 2018 года — заместителем, с декабря 2018 года — первым заместителем председателя Сумской областной государственной администрации.
С 11 по 25 июня 2019 года был временно исполняющим обязанности председателя Сумской областной государственной администрации.